# Aşağıbaşköy, Digor
Aşağıbaşköy là một xã thuộc huyện Digor, tỉnh Kars, Thổ Nhĩ Kỳ. Dân số thời điểm năm 2010 là 206 người.